# A vak órásmester
A vak órásmester című könyvet Richard Dawkins evolúcióbiológus és ateista aktivista írta 1986-ban, majd megjelent egy második kiadás 1996-ban. Témája a természetes szelekció általi evolúció bemutatása és a mellette való érvelés.
A könyv címe William Paley teológus ismert „órásmester” analógiájára utal, melyet a Natural Theology című könyvében vezetett elő. Paley, ötven évvel azelőtt, hogy Charles Darwin publikálta A fajok eredetét, úgy tartotta, hogy az élet összetettsége bizonyíték egy természetfeletti teremtő létére. Ezt a kapcsolatot példázta úgy, mint egy óra és órásmester viszonyát. Dawkins a vak órásmester ötletet használta fel arra, hogy megmutassa a különbségeket az emberi értelemben vett tervezés és a természetes szelekció működése között.
Bár a könyv szinte végig kifejezetten evolúcióbiológiai keretek között marad, a végén Dawkins tesz egy kitérőt és Isten létezése ellen érvel. Úgy vélekedik, hogy egy istennek magának is összetettnek és intelligensnek kell lennie, így ha vele próbáljuk megmagyarázni összetett és intelligens lények létezését, azzal valójában nem jutunk sehová.

## Magyarul
- A vak órásmester. Gondolatok a darwini evolúcióelméletről; ford. Síklaki István, Simó György, Szentesi István; Akadémiai–Mezőgazda, Bp., 1994 ISBN 963-05-6706-7
- A vak órásmester. Gondolatok a darwini evolúcióelméletről; ford. Síklaki István, Simó György, Szentesi István; 2. bőv. kiad.; Kossuth, Bp., 2005